# Ацикловір

Ріст ланцюга при реплікації чи зворотній транскприкпії вірусної нуклеїнової кислоти (при включеному аномальному ацикловірі)

Ацикловір (Aciclovir) — протигерпесвірусний препарат, особливо ефективний щодо вірусів простого герпесу, оперізуючого герпесу/вітряної віспи. На інші віруси не діє. Ацикловір є аналогом пуринового нуклеозиду дезоксигуанозину, нормального компонента ДНК.
Дизайнер ацикловіру — американська вчена Гертруда Елайон, яка у 1988 році отримала Нобелівську премію з фізіології і медицини за розробку принципів створення препаратів, орієнтованих на «молекулярні мішені», до яких відносять і ацикловір.

## Механізм дії
Структура молекули ацикловіру схожа на нуклеозид дезоксигуанозин, який складається з гуаніну і дезоксирибози. Вірусні тимідинкінази додають до ацикловіру фосфорну групу. Далі до сполуки додається друга фосфорна група за допомогою гуанілаткінази клітини-хазяїна. Третя фосфорна група приєднується різними клітинними кіназами (фосфогліцераткіназою, фосфоенолпіруваткарбоксикіназою або піруваткіназою). Таким чином утворюється ацикловіртрифосфат, який конкурує з дГТФ при синтезі вірусної ДНК і пригнічує роботу вірусної ДНК-полімерази. При включенні до вірусної молекули ДНК ацикловір блокує подальше добудовування нуклеотидів у ланцюг.
Препарат діє вибірково на синтез вірусної ДНК. На реплікацію ДНК клітин людини ацикловіртрифосфат практично не впливає.

## Фармакокінетика
Всмоктується у травній системі, біодоступність — 10-20 %. Зв'язування з білками плазми — 9-33 %, концентрація у спинномозковій рідині — близько 50 % від концентрації в плазмі, проникає через плацентарний і гематоенцефалічний бар'єри.
Метаболізується в печінці, основний метаболіт — 9-карбоксиметоксиметілгуанін, близько 84 % виводиться нирками у незміненому вигляді й 14 % — у вигляді метаболіта.

## Показання
Терапія клінічних проявів уражень шкіри й слизових оболонок, які спричинює віруси простого герпесу — герпесвіруси людини 1 та 2 типу (Herpes simplex 1 і 2); герпесвірусом людини 3 типу (оперізуючий герпес і вітряна віспа). Ацикловір при простому герпесі запобігає утворенню нових елементів висипу, знижує ймовірність шкірної дисемінації й вісцеральних ускладнень, прискорює утворення кірок. Ацикловір зменшує інтенсивність ураження при оперізуючому герпесі, послаблює біль у гострій фазі.
Застосовують також для профілактики первинних і рецидивуючих інфекцій, які спричинює вірус Herpes simplex 1 і 2 типу у хворих як з нормальним, так і з ослабленим імунним статусом, у тому числі й імунодефіцитами при ВІЛ-інфекції.
Препарат чинить також імуностимулюючу дію. Застосовують ацикловір внутрішньовенно, всередину і місцево (у вигляді мазі або крему). Препарат має серйозну міжнародну доказову базу ефективності стосовно вищеназваних герпесвірусів людини.

## Протипоказання
Підвищена чутливість до ацикловіру або якої-небудь допоміжної речовини препарату. Вживання препарату протипоказане у період лактації. З обережністю слід приймати при дегідратації, нирковій недостатності, неврологічних порушеннях, в тому числі й в анамнезі.

## Побічні дії

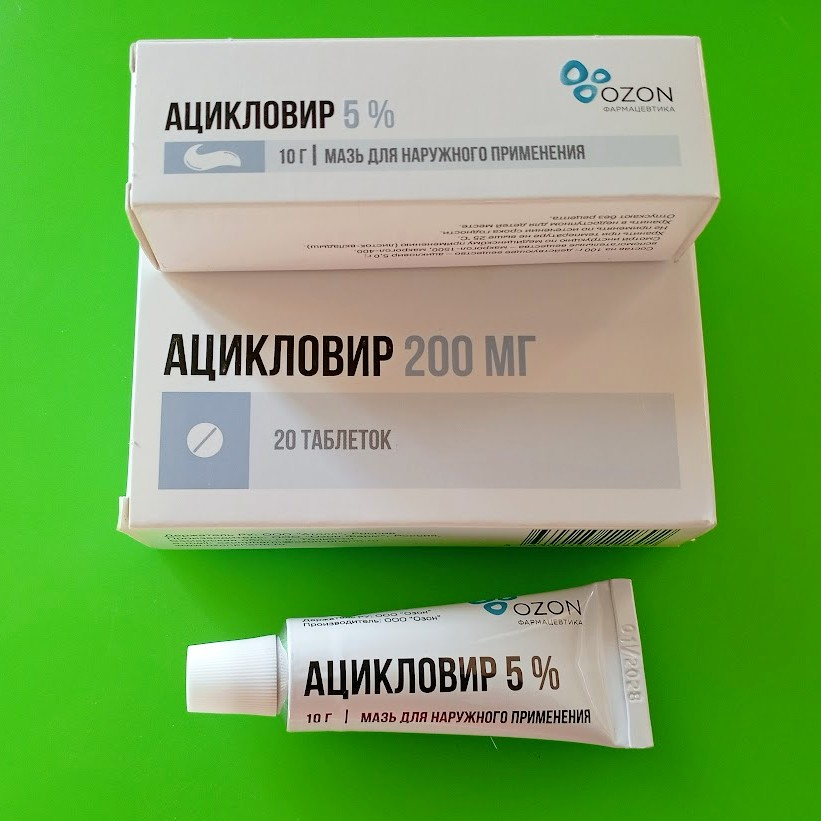
Ацикловір

Препарат, зазвичай, добре переноситься. Але можливі певні побічні дії:
- З боку травної системи: в поодиноких випадках — біль в животі, нудота, блювання, діарея.
- У крові: скороминуще незначне підвищення активності амінотрансфераз, рідко — невелике підвищення рівнів сечовини і креатиніну, гіпербілірубінемія, лейкопенія, анемія.
- З боку ЦНС: рідко — головний біль, слабкість; в окремих випадках — тремор, запаморочення, підвищена стомлюваність, сонливість, галюцинації.
- Алергічні реакції: шкірний висип.
- Інші: рідко — алопеція, гарячка.

## Список препаратів
Випускається у формі кремів, ліофілізатів, мазей, порошків і таблеток
Креми:
- ЗОВІРАКС™, ГлаксоСмітКлайн, Консьюмер Хелскер (GB), 5 %, Туби 2 г № 1x1
- ЛІПСТЕР, АТ Фармак (UA), 5 %, Туби 5 г № 1x1
- АГЕРП, Сперко (UA), 5 %, Туби 2 г № 1x1
- АЦИКЛОСТАД, СТАДА Арцнайміттель АГ (DE), 5 %, Туби 2 г № 1x1
- ВІРОЛЕКС, ВІРОЛЕКС, КРКА (SI), 5 %, Туби 5 г № 1x1

Ліофілізати,
- ЗОВІРАКС™, ГлаксоСмітКляйн Експорт Лтд (GB), 250 мг, Флак. № 5x1
- АЦИКЛОВІР-БЄЛМЕД, Бєлмедпрепарати (BY), 250 мг, 500 мг, Флак. № 1x1, № 1x1

Мазі
- ЗОВІРАКС™, ГлаксоСмітКляйн Експорт Лімітед (GB), 30 мг/г, Туби 4,5 г № 1x1
- АЦИКЛОВІР-ВІШФА, АЦИКЛОВІР-ВІШФА, ТОВ ДКП Фармацевтична фабрика (UA, Житомирська область, Житомирський район, село Танишівка, вул. Корольова, б. 4), 2,5 %, Туби 10 г № 1x1
- ГЕРПЕВІР, ВАТ Київмедпрепарат (UA), 2,5 %, Туби 5 г № 1x1, 15 г № 1x1

Порошки
- ВІРОЛЕКС, КРКА (SI), 250 мг, Флак. № 5x1
- ГЕРПЕВІР, ГЕРПЕВІР, ВАТ Київмедпрепарат (UA), 250 мг, Флак. № 10x1
- МЕДОВІР, Медокемі ЛТД (CY), 250 мг, 500 мг, Флак. № 10x1, № 10x1

Таблетки
- ЗОВІРАКС™, ГлаксоСмітКляйн Експорт Лтд (GB), 200 мг, Бліс. № 5x5
- ГЕВІРАН, Фармацевтичний завод ПОЛЬФАРМА С. А. (PL), 200 мг, 400 мг, 800 мг, Бліс. № 10x3, № 10x3, № 10x3
- АЦИКЛОВІР-ФАРМАК, АТ Фармак (UA), 200 мг, Бліс. № 10x2,
- АЦИКЛОВІР, АТ Лекхім-Харків (UA), 200 мг, Бліс. № 10x1, № 10x2
- АЦИКЛОВІР 200 СТАДА, СТАДА Арцнайміттель АГ (DE), 200 мг, Бліс. № 25x1, № 25x4
- АЦИКЛОВІР 400 СТАДА, СТАДА Арцнайміттель АГ (DE), 400 мг, Бліс. № 5x5, № 5x7
- АЦИКЛОВІР 800 СТАДА, СТАДА Арцнайміттель АГ (DE), 800 мг, Бліс. № 35x1
- АЦИКЛОВІР-АСТРАФАРМ, ТОВ АСТРАФАРМ (UA), 200 мг, Бліс. № 10x1, № 10x2
- АЦИКЛОВІР-ДАРНИЦЯ, ЗАТ Фармацевтична фірма Дарниця (UA), 200 мг, Конт. чарун. упак. № 10x2
- ГЕРПЕВІР, ВАТ Київмедпрепарат (UA), 200 мг, 400 мг, Бліс. № 10x1, № 10x2
- ЛІПСТЕР 400, АТ Фармак (UA), 400 мг, Бліс. № 10x2
- ЛІПСТЕР 800, АТ Фармак (UA), 800 мг, Бліс. № 10x2
- МЕДОВІР, Медокемі ЛТД (CY), 400 мг, 800 мг, Бліс. № 10x1, № 10x1